# Alberto López Moreno
Alberto López Moreno (Madrid, 25 de febrer de 1967) és un exfutbolista madrileny, que jugava com a davanter. Després de la seua retirada, ha treballat als serveis mèdics del Reial Valladolid.

## Trajectòria
Sorgeix del madrileny club CDC Moscardó. Els primers sis mesos de 1987 és cedit al Real Burgos i a la 87/88 ja s'incorpora al Reial Valladolid. Amb els castellans debuta a Primera divisió en la 88/89, on juga 25 partits i marca 7 gols. Les seues millors marques les aconsegueix a mitjans de la dècada dels 90, quan és el referent ofensiu dels val·lisoletans, com els 14 gols de la temporada 92/93 (amb el club a Segona), o els 13 de la següent.
La temporada 95/96 marxa al Racing de Santander. És titular eixe any, amb 40 partits, però les dues campanyes següents perd el lloc a l'onze inicial, tot i que segueix participant sovint. El 1998 retorna al Reial Valladolid, en una segona etapa en la qual és davanter de refresc: de fet, la temporada 98/99, dels 31 partits jugats, només en comença 4.
L'estiu del 2001 fitxa pel CD Numancia, i a la següent recala al Palència abans de penjar les botes el 2003, amb 311 partits i 58 gols en primera divisió.